# Giro do Atlântico Sul

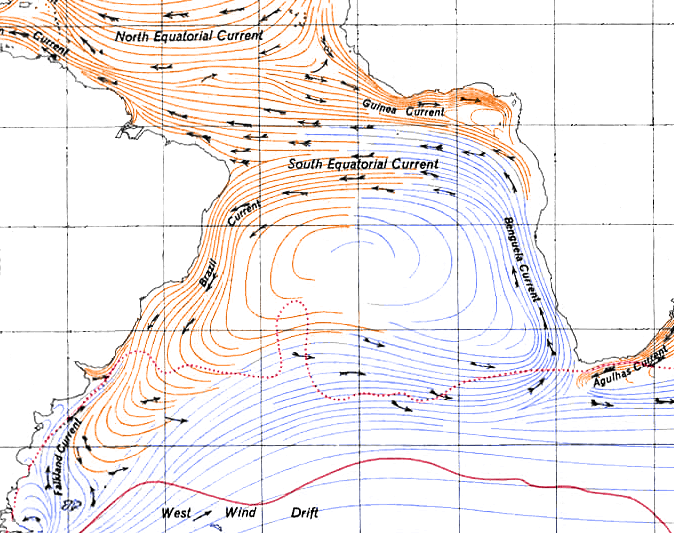
O Giro do Atlântico Sul.

O Giro do Atlântico Sul é o ramo sul do giro subtropical no sul do Oceano Atlântico. Este giro é fortemente influenciado pelos ventos de noroeste que conduzem um amplo desvio para o leste, o que torna difícil distinguir entre o limite sul do giro subtropical e o limite norte da Corrente Circumpolar Antártica.